# ماتيا كاتانيو
ماتيا كاتانيو (بالإيطالية: Mattia Cattaneo)‏ (و. 1990  م) هو راكب دراجة هوائية إيطالي، شارك في طواف إيطاليا 2014.

## سجل الفوز

### سباقات أو مراحل فاز بها
| التاريخ        | السباق                                                     | المركز                                                                  |
| -------------- | ---------------------------------------------------------- | ----------------------------------------------------------------------- |
| 01 يناير 2008  | 2008 UCI Road World Championships – Junior men's road race |                                                                         |
| 01 يناير 2011  | Gran Premio Capodarco 2011                                 |                                                                         |
| 19 يونيو 2011  | طواف إيطاليا للدراجات تحت 23 سنة 2011                      | الفائز في التصنيف العام                                                 |
| 11 سبتمبر 2011 | تور دي أفينير 2011                                         | الثالث في التصنيف العام، الخامس في تصنيف الجبال، الخامس في تصنيف النقاط |
| 01 يناير 2012  | 2012 Ruota d'Oro                                           | الفائز في التصنيف العام                                                 |
| 01 سبتمبر 2012 | تور دي أفينير 2012                                         | الثالث في التصنيف العام، السادس في تصنيف الجبال، السادس في تصنيف النقاط |
| 01 يناير 2017  | أوكولو سلوفينسكا 2017                                      | العاشر في تصنيف الجبال، الثاني في التصنيف العام                         |
| 12 فبراير 2017 | تروفيو لايقويليا 2017                                      | التاسع في التصنيف العام                                                 |
| 23 فبراير 2017 | طواف بروفانس 2017                                          | الثاني في التصنيف العام                                                 |
| 25 فبراير 2017 | كلاسيك سود أرديتشي 2017                                    | الثاني في التصنيف العام                                                 |
| 05 مارس 2017   | جي بي إندوستريا وأرتيجياناتو 2017                          | الرابع في التصنيف العام                                                 |
| 27 سبتمبر 2017 | جيرو دي توسكانا 2017                                       |                                                                         |
| 28 أبريل 2019  | جيرو أبنينس 2019                                           | الفائز في التصنيف العام                                                 |
| 18 يونيو 2021  | سباق الطريق ضد الساعة للرجال في بطولة إيطاليا 2021         |                                                                         |

## روابط خارجية
- ماتيا كاتانيو على موقع الاتحاد الدولي للدراجات (الإنجليزية)
- ماتيا كاتانيو على موقع أرشيف الدراجات (الإنجليزية)
- ماتيا كاتانيو على موقع إحصائيات الدراجات الإحترافية (الإنجليزية)
- ماتيا كاتانيو على موقع نسبة الدراجات (الإنجليزية)
- ماتيا كاتانيو على موقع CycleBase (الإنجليزية)